# コパスカー
コパスカー（Copersucar/コペルスカール）は、ブラジルの砂糖（サトウキビ）、アルコール（エタノール）及びその関連製品を製造するための企業体（コングロマリット）である。

## 概要
サンパウロ州の既存の10組合などが結集する形で1959年7月1日に創設された。1970年代半ばに急成長し、以後、この分野でブラジル国内においては主導的役割を担う組織となる。名前は、「Cooperativa de Açucar e Álcool（砂糖・アルコール協同組合）」の略である。